# Rhinecanthus cinereus
Rhinecanthus cinereus là một loài cá biển thuộc chi Rhinecanthus trong họ Cá bò da. Loài này được mô tả lần đầu tiên vào năm 1989.

## Từ nguyên
Tính từ định danh cinereus trong tiếng Latinh có nghĩa là "xám như tro", hàm ý đề cập đến màu xám sẫm ở lưng của loài cá này.

## Phạm vi phân bố và môi trường sống
R. cinereus được ghi nhận Réunion và Mauritius; Madagascar và quần đảo Comoro gần đó; xa hơn về phía đông là Maldives.

## Mô tả
Chiều dài tiêu chuẩn lớn nhất đo được ở R. cinereus là 16,5 cm. Thân trên màu xám nâu, nhạt dần và chuyển thành trắng ở bụng. Một đốm đen nhỏ xung quanh hậu môn. Cuống đuôi được bao quanh bởi dải đen viền trắng. Một sọc nâu đen băng qua mắt, xuống gốc vây ngực. Phía trên mắt có 3 vạch đen nhỏ. Gốc vây ngực có đốm đen với một vạch cong màu vàng. Vây lưng trước nâu sẫm. Vây lưng sau, vây hậu môn và vây ngực màu trắng nhạt. Vây đuôi màu vàng phía trước, trắng ở rìa sau. Thân sau có đường cung tròn màu trắng, gần cuống đuôi.
So với Rhinecanthus abyssus, loài có kiểu hình giống R. cinereus nhất, R. cinereus có đốm ở hậu môn nhỏ hơn nhiều nhưng có thêm đường vòng cung trắng ở thân sau (R. abyssus không có đặc điểm này).
Số gai ở vây lưng: 3; Số tia vây ở vây lưng: 24–25; Số gai ở vây hậu môn: 0; Số tia vây ở vây hậu môn: 21; Số tia vây ở vây ngực: 14.